# Sargis Galstyan
Sargis Galstyan (în armeană Սարգիս Գալստյան; n. 20 ianuarie 1979, Erevan, Republica Sovietică Socialistă Armeană, URSS) este un actor de teatru și film italian de origine armeană. 

## Biografie
S-a născut la Erevan în 1979. A urmat în 1991 cursurile de dans de la Casa Ofițerilor și, din 1994, a studiat la Liceul de Stat de Coregrafie din Erevan. În 2001 a absolvit Universitatea Pedagogică de Stat din Armenia ca regizor-coregraf.
Din 1996 până în 2004 a fost dansatorul principal al Complexului de dansuri de stat „Barekamutyun” din Armenia. În 2000 a fondat școala tip-tap SNG Step Studio.
În 2004 s-a mutat în Italia. În 2012 a fondat, împreună cu soția sa, Marine, Asociația Culturală Italo-Armenia „Incontroverso”. Vorbește limbile engleză, armeană, italiană și franceză.

## Filmografie

### Filme de televiziune
- In the Same Garden, (2016)
- Il resto con i miei occhi, r. Massimiliano Amato (2017)
- Rocco Schiavone, (2018)
- Fosca Innocenti, (2022)

## Teatru

### Regizor
- Il grande male, 2015, Teatro India
- Blablateca di Tango
- Pole dance, 2019–2023, Teatro Cometa Off
- La casa delle api, 2023, Teatro Cometa Off
- Quattro cavalieri dell'Apocalisse, 2024